# Anna Thiaw
Pour les articles homonymes, voir Thiaw.
Anna Thiaw, née en 1979, est une karatéka sénégalaise.

## Carrière
Anna Thiaw est médaillée de bronze en kumite individuel féminin des moins de 53 kg aux Jeux africains de 2003 à Abuja et aux Championnats d'Afrique de karaté 2004 à Durban. Aux Championnats d'Afrique de karaté 2005 à Luanda, elle est médaillée d'or en kata par équipes et en kumite par équipes et médaillée d'argent en kata individuel ainsi qu'en kumite individuel féminin des moins de 53 kg.